# Xã North Sewickley, Quận Beaver, Pennsylvania
Xã North Sewickley (tiếng Anh: North Sewickley Township) là một xã thuộc quận Beaver, tiểu bang Pennsylvania, Hoa Kỳ. Năm 2010, dân số của xã này là 5.488 người.